# Ольшанский, Михаил Александрович
Михаил Александрович Ольша́нский (1908—1988) — советский агроном и селекционер.

## Биография
Родился 10 (23 октября) 1908 года в семье служащего в местечке Сарны (ныне город, Ровненская область, Украина).
В 1928 году окончил Масловский институт селекции и семеноводства в Киевской области.

кандидат сельскохозяйственных наук, профессор (1936), академик ВАСХНИЛ (1948). В 1960—1962 годах министр сельского хозяйства СССР. Член ВКП(б) с 1932 года.
С марта 1965 года на пенсии (персональный пенсионер союзного значения).
Умер 27 июня 1988 года Похоронен в Москве на Митинском кладбище.. Стараниями известного некрополиста Павла Каца могила найдена 1 мая 2010 года.

### Работа в ВСГИ
Работал во ВСГИ в Одессе на должностях:
- техник (март 1928—1929)
- аспирант (1929—1932)
- заведующий отделом хлопчатника (1932—1938)
- исполняющий обязанности директора (1938—1941)
- заместитель директора по научной части (1945—1951)

### Работа в ВАСХНИЛ
- Председатель Оргбюро Украинского филиала ВАСХНИЛ (в марте-июле 1941)[1]
- Вице-президент ВАСХНИЛ (март 1951—1960)[1]
- Редактор журнала «Доклады ВАСХНИЛ» Минсистерства сельского хозяйства СССР (август 1953 — январь 1960).
- Президент ВАСХНИЛ (в марте 1962 — декабре 1964).

### Работа в других организациях
- Одесский университет (1931—1937), преподаватель.[1]
- Одесский сельскохозяйственный институт (1937—1941), преподаватель.[1]
- Рождественский сельскохозяйственный техникум Куйбышевской области (июль 1941—1942), директор.[1]
- Куйбышевский сельскохозяйственный институт (декабрь 1942—1945), директор.[1]
- Всесоюзный НИИ кормов имени В. Р. Вильямса ВАСХНИЛ (1958—1961), директор.

### Государственные должности
- министр сельского хозяйства СССР (в декабре 1960 — апреле 1962)
- кандидат в члены ЦК КПСС в 1961—1966.[2]
- депутат ВС СССР 6 созыва (1962—1966).[2]

## Работы в области селекции
Кенаф № 5136; хлопчатник «Одесский-1». Сайт Российской академии сельскохозяйственных наук утверждает, что этот сорт «отличается высокой урожайностью, скороспелостью, выходом и длиной волокна, крупностью коробочек».

## Взаимоотношения с Т. Д. Лысенко
Будучи сторонником Т. Д. Лысенко, Ольшанский принимал участие в разработке метода межсортовой гибридизации растений при свободном опылении, принципа браковки по первому поколению гибридов, гнездового способа посева полезащитных лесных полос.
14 июля 1964 года Ольшанский написал письмо в Центральный Комитет КПСС Н. С. Хрущёву, где критиковал самиздатовскую книгу Ж. А. Медведева «Культ личности и биологическая наука» и выступление А. Д. Сахарова на сессии АН СССР 26 июня, когда общее собрание АН СССР впервые открыто выступило против лысенковцев. Ольшанский, обеляя их и сетуя, что никто из академиков «не отмежевался от этого грубого политического обвинения», призвал по закону «защитить Т. Д. Лысенко от потоков грязной клеветы».

## Награды и премии
- Сталинская премия II степени (14 марта 1941) — за выведение сорта хлопчатника «Одесский № 1» для новых районов хлопкосеяния
- Сталинская премия I степени (1951) — за научно-производственную разработку вопросов гнездового способа посева леса
- орден Ленина (1949)
- орден Трудового Красного Знамени (1948)
- медаль «За доблестный труд в Великой Отечественной войне 1941—1945 гг.» (1945)
- Большая серебряная медаль ВСХВ (1940)[1]

## Публикации
Опубликовано около 100 научных работ.
- Про підсумки роботи 4 сесiï Всесоюзноï академiï сільськогосподарських наук iм. В.I. Леніна i про завдання дальшого розвитку мічурінськоï агробіологiï на Украïнi: Доповідь на респ. нарадi прауівників біол., с.-г. i мед. наук с участю практиків-мічурінців. — Київ; Харків: Держсілгоспвидав, 1948. — 52 с.
- Теория стадийного развития растения и селекция хлопчатника // Советский хлопок. — 1937. — № 2;
- Изменение длины волокна у хлопчатника в направлении отбора // Яровизация. — 1941. — № 2;
- Творческая роль отбора в свете мичуринского учения // Агробиология. — 1950. — № 4;
- Теоретические основы метода межсортовой гибридизации растений при свободном опылении // Научные труды Всесоюзного селекционно-генетического института им. Т. Д. Лысенко. — 1952. — Вып. 2.
- Проблемы степного земледелия и пути повышения урожайности сельскохозяйственных культур. — М.: Изд-во МСХ СССР, 1958. — 20 с.
- Актуальные вопросы развития советского сельского хозяйства // Проблемы мира и социализма. — 1961. — № 8. — С. 15—21.
- Против фальсификации в биологической науке // Нева. — 1963. — № 9. — С. 162—166.
- Умело использовать удобрения // Агробиология. — 1964. — № 2. — С. 164—168.